# Jakob Schönfeld
Jakob Schönfeld (* 1884 in Husaren, Wolga-Gebiet, Russisches Kaiserreich; † 19. September 1937 im Gulag Siblag bei Mariinsk, Sowjetunion) war ein russlanddeutscher römisch-katholischer Geistlicher und Märtyrer.

## Leben
Jakob Schönfeld wuchs im Bistum Tiraspol auf. Er studierte Theologie im Priesterseminar Saratow und wurde 1908 zum Priester geweiht. Die Stationen seines Wirkens waren: Rohleder/Raskatowo, Krasnoje (Bessarabien), 1910 Alexandrowka (Krim). Am 18. November 1929 wurde er verhaftet und am 16. März 1930 zu 10 Jahren Straflager verurteilt. Er kam in das Lager Siblag bei Mariinsk (Sibirien), wurde dort 1937 neuerlich verhaftet, am 18. September zum Tode verurteilt und am folgenden Tag erschossen.

## Gedenken
Die Römisch-katholische Kirche in Deutschland nahm Pfarrer Jakob Schönfeld als Märtyrer in das deutsche Martyrologium des 20. Jahrhunderts auf.